# Anselme de Cantorbéry
Pour les articles homonymes, voir Anselme d'Aoste et Saint Anselme.
Anselme de Cantorbéry (en latin : Anselmus Cantuariensis), connu comme le « Docteur magnifique » (Doctor magnificus), est un moine bénédictin italien né à Aoste (Italie) en 1033 ou 1034 et mort à Cantorbéry (Angleterre) le 21 avril 1109. Appelé également Anselme d'Aoste à cause de sa naissance valdôtaine, il est plus connu sous le nom d'Anselme du Bec en raison de son appartenance en tant que moine bénédictin à l'abbaye Notre-Dame du Bec en Normandie. Canonisé en 1494, saint Anselme est proclamé Docteur de l'Église en 1720 par Clément XI.
À l'origine de ce que Kant nomme l'argument ontologique, saint Anselme est l'un des écrivains majeurs de l'Occident médiéval. Auteur du Monologion et du Proslogion, il est l'un des fondateurs de la théologie scolastique. Suivant le principe directeur de la Fides quaerens intellectum – la foi en quête de l'intellect –, il recherche au sein de l'Église une conciliation entre la foi en Dieu et la raison humaine. Ses thèses sont commentées par les scolastiques qui lui succèdent, notamment Abélard et Thomas d'Aquin.
En tant que théologien, il élabore le dogme de la circumincession — présence divine des trois personnes les unes dans les autres —, adopté en 1442 au concile de Florence. À partir  de ce dogme, il jette les bases de la théorie de la satisfaction, que précisera Thomas d'Aquin et que Calvin interprétera dans un sens propitiatoire pour fonder sa théologie de la grâce.
En tant qu'Archevêque de Cantorbéry, il impose la réforme grégorienne, transfère les investitures à Rome et donne à l'Église d'Angleterre la direction que suivra Thomas Beckett. Il est fêté est le 21 avril.

## Biographie

### Extraction et formation (1033-1059)
Né à Aoste, en 1033, dans les futurs États de Savoie (Aoste appartient dès 1024 au domaine constitué par la maison de Savoie) du Royaume d'Arles dans l'Empire, Anselme est le fils d'Ermenberge et de Gandulf, noble lombard. Ce père, parent du comte Humbert de Maurienne, aurait des attaches familiales avec la comtesse Mathilde de Toscane. Ses oncles maternels sont Lambert et Foucheraud, qui ont pu être chanoines du chapitre cathédral d'Aoste. Son neveu, Anselme de San Saba, sera abbé de l'abbaye de Bury St Edmunds en 1121, puis évêque élu de Londres (1136-1138).

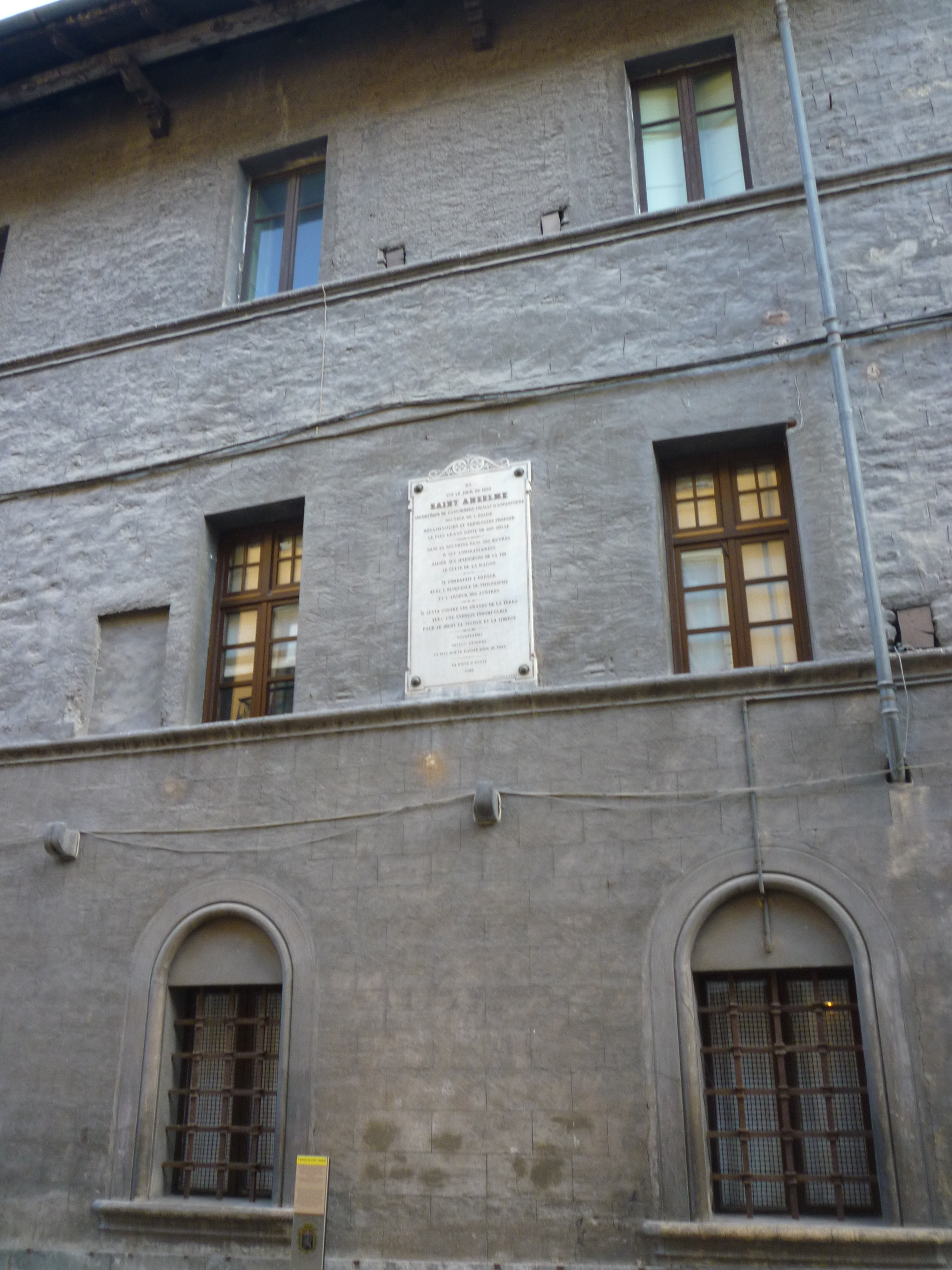
La maison natale d'Anselme d'Aoste (rue Saint-Anselme, à Aoste).
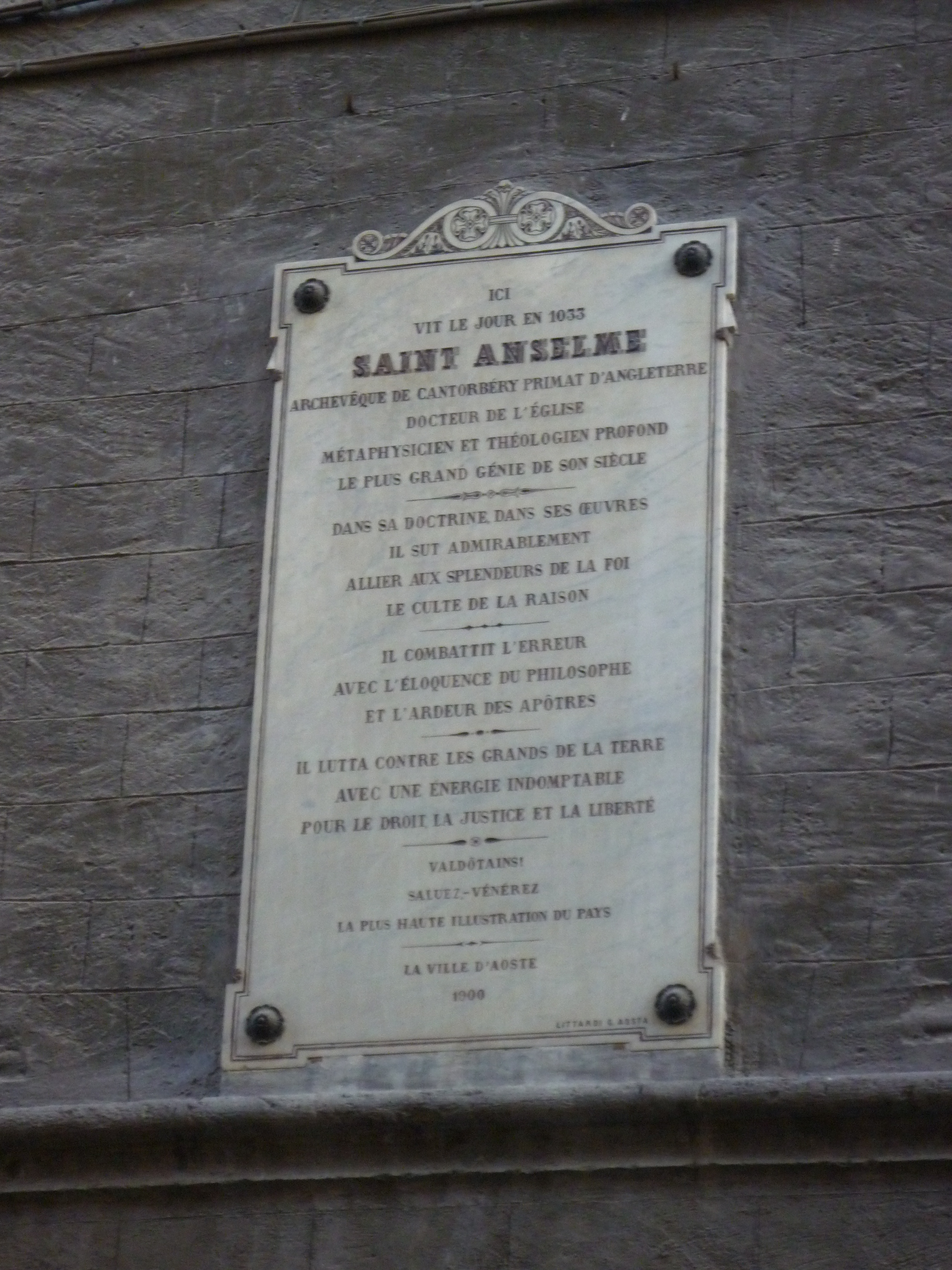
Plaque sur sa maison natale.
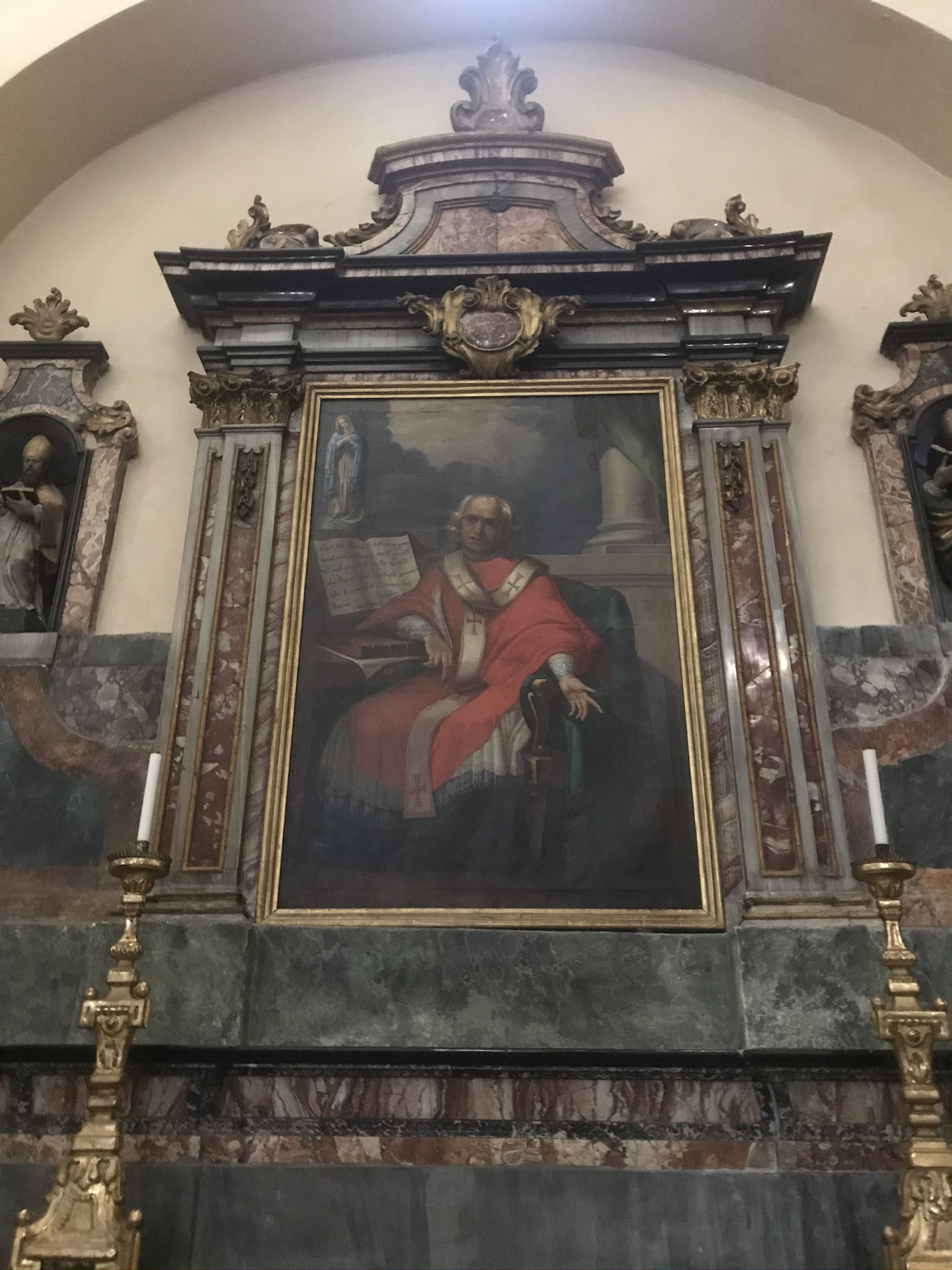
Fresque de Saint Anselme dans la cathédrale d'Aoste.
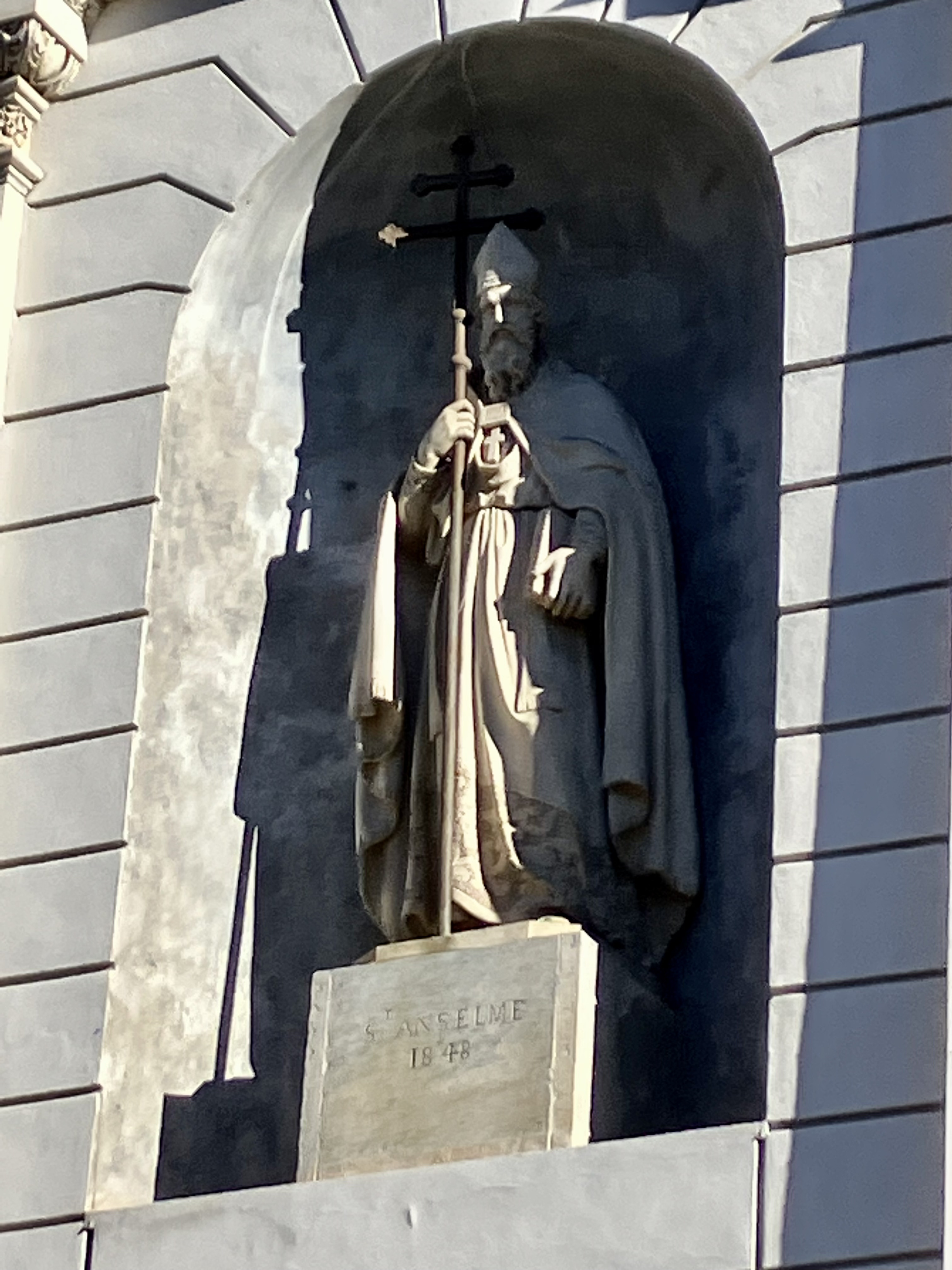
Statue d'Anselme d'Aoste sur la façade de la cathédrale d'Aoste.

Clerc formé par les bénédictins de l'église d'Aoste, en rupture avec son père et ses maîtres dès l'âge de quinze ans, il décide, à la mort de sa mère, vers 1056, de rejoindre l'enseignement d'un écolâtre suffisamment renommé. Il quitte Aoste en compagnie d'un condisciple pour la Bourgogne, puis la France. De là, il gagne, en 1059, Avranches dont dépend la prestigieuse abbaye du Mont-Saint-Michel et où un autre lombard, Lanfranc, fut écolâtre. La mort de son père lui fait envisager un retour en Savoie et une vie de patricien.

### Élève, prieur puis abbé du Bec (1060-1092)

#### Enseignant du Bec (1060-1078)
En 1060, après une hésitation sur sa vocation, il suit le conseil qu'il a sollicité de Maurille, archevêque de Rouen. Il renonce à se faire ermite et choisit de devenir moine de la toute nouvelle abbaye du Bec, préférée à son aînée, l'abbaye de Cluny. L'abbaye du Bec possèdera plus tard, au XIIe siècle, toutes les traductions des auteurs de l'Antiquité élaborées par Boèce. Tout en prenant en charge l'enseignement de la grammaire dispensé à ses condisciples, il achève son trivium en étudiant la dialectique et la rhétorique sous la direction du savant prieur Lanfranc, et au côté d'Yves de Chartres.
Lanfranc nommé abbé de Saint-Étienne de Caen en 1063, Anselme devient à son tour prieur du Bec. Des élèves accourent de toute la Chrétienté, dont Anselme de Laon. En 1076, il synthétise son cycle d'enseignement par un traité de dialectique appliqué à la théologie, le Monologion de Divinitate, démonstration d'élégance dans le maniement de la technique du raisonnement, à la fois délié et pertinent. Il le complète l'année suivante d'un « Supplément », le Proslogion seu Alloquium de Dei existentia, dans lequel il utilise les arguments non plus de l'exégèse, c'est-à-dire l'autorité des textes et de la Révélation, mais ceux de la logique pour traiter la question de l'existence de Dieu. En effet, l'influence scientifique d'Aristote sur Anselme est probable : le concept de nécessité devient une notion fondamentale de sa théologie rationnelle.

#### Dirigeant du Bec (1079-1091)
À la mort d'Herluin, le 26 août 1078, Anselme est élu pour le remplacer au poste d'abbé du Bec. Foulque, abbé de Saint-Pierre-sur-Dives, à qui il a demandé s'il doit obtempérer, l'engage à accepter la charge. La crosse lui est remise par Guillaume le Conquérant et il reçoit la bénédiction de Gilbert Fitz Osbern, évêque d'Évreux, le 22 février 1079.
L'année suivante, Anselme fonde un prieuré à Conflans-Sainte-Honorine, face à la France dont le territoire occupé jusqu'à Auteuil à la suite de la conquête du Mans, en 1060, connaît plusieurs révoltes. En 1082, il y préside à la translation des reliques d'Honorine de Graville. Il souscrit en 1080 et 1082 la confirmation de fondation de l'abbaye de Troarn par Guillaume le Conquérant.
C'est au cours de ces années 1080 qu'il rédige plusieurs de ses dialogues. Entre 1090 et 1092, durant la guerre de succession de Normandie qui suit la mort de Guillaume le Conquérant, il s'attache à combattre par écrit les théories nominalistes de Roscelin de Compiègne sur la Trinité.

#### Mission dans les Marches galloises (1092)
En 1092, Hugues le Loup, vicomte d'Avranches possessioné de l'honneur de Cestre depuis la fin de la conquête, désireux de reconstruire l'abbaye de Saint Werburgh rasée deux ans plus tôt, invite l'abbé du Bec à le rejoindre dans sa capitale outre manche. Le comte s'est vu ravir par son cousin et compagnon d'armes Robert de Rhuddlan (en) le territoire du Gwynedd, perdu par l'usurpateur Gruffydd ap Cynan. Reste posée la question de la réorganisation de l'Église galloise (en) et, à travers elle, celle du contrôle de la population. Dans cet objectif, le modèle de la paroisse, organisée territorialement autour d'un curé, contrôlée hiérarchiquement par un évêque diocésain, organisation nouvelle dans les pays d'habitat dispersé, que la réforme grégorienne propose de systématiser et que défend Anselme, s'offre comme un outil plus efficace que le système rémanent des abbés itinérants propres à l'Église celtique.
Après quatre mois de mission à Chester, Anselme est retenu de ce côté-ci de la Manche par le roi Guillaume le Roux qui prépare une campagne contre le Gwent, le Brycheiniog et le Deheubarth.

### Archevêque rebelle (1093-1097)

#### Querelle d'investiture (1093)

« Sceau d'Anselme par la grâce de Dieu archevêque ».

Au tout début mars 1093, Guillaume le Roux tombe malade au manoir d'Alveston. Le 6, il reçoit Anselme au château de Gloucester, où le retiennent les soins prodigués par les moines de l'abbaye voisine, pour lui offrir le siège de Cantorbéry, fief ecclésiastique vacant depuis la mort de Lanfranc. Le roi, dans le besoin de finances pour maintenir la paix future, attend une réforme dans le gouvernement, en particulier celui des abbayes, améliorant le revenu de l'État.
Anselme a lui aussi en tête une réforme, mais toute autre, la réforme grégorienne, qui vise à libérer l'Église de l'État et de la « simonie ». Il rejette d'emblée la coutume carolingienne d'être investi par le souverain temporel et prétend ne recevoir son pallium qu'à Rome du pape Urbain II. Contesté par l'empereur Henri IV, le pape Urbain II n'est pas non plus reconnu par le roi d'Angleterre Guillaume II, qui se garde cependant de reconnaître l'antipape Clément III.
Anselme est consacré archevêque de Cantorbéry, le 3 décembre 1093, en des termes polémiques qui remettent en cause l'accord de Winchester : « primat de la Bretagne » selon Eadmer et ses partisans, « métropolite de Cantorbéry » selon Hugues le Chantre (en) et ses détracteurs.

#### Le concile de Rockingham (1095)
Ce schisme entre la papauté et les puissances impériale et royale, confortant sa position, le roi Guillaume II convoque un concile à Rockingham le 25 février 1095. Guillaume de Saint-Calais y porte contre Anselme l'accusation d'avoir violé son vœu de fidélité au roi et de vouloir s'emparer d'une prérogative royale, celle de reconnaître le pape. Les barons siégeant à l'assemblée rejettent la proposition de déposer l'archevêque, moins par faveur pour lui que par opposition au pouvoir central. De ce point de vue, Anselme a été associé à la défense des libertés parlementaires.
Des négociations secrètes sont conduites par le légat Guillaume d'Albano avec les représentants du roi, l'aumônier William Warelwast et le Grand Chancelier Gérard. Elles aboutissent durant la conspiration d'Aumale à la remise du pallium à Anselme et à son agrément par le roi, le 10 juin 1095, au palais de Windsor et non au Latran. En échange, le roi reconnaît le pape Urbain II, mais au prix d'un accord concordataire soumettant les investitures à son veto.

#### Un exercice conflictuel (1096-1097)
Une fois en place, Anselme ne répond pas à l'appel du concile de Clermont et refuse d'envoyer des hommes du royaume d'Angleterre en Terre sainte. Non qu'il désapprouve la croisade, mais il la préconise, par exemple, à son beau-frère et à ses neveux comme une recherche spirituelle.[réf. nécessaire] Le 8 juin 1096, il élève Gérard, qui n'est même pas clerc, à l'évêché de Hereford.
La même année 1096, il nomme Ernulf prieur du chapitre cathédral de Cantorbéry et le charge de faire de la cathédrale le bâtiment le plus remarquable du royaume. Les travaux durent dix ans. Une seconde crypte est construite, remarquable par la technique employée : Notre-Dame des Soupirailles. La taille de la nef est doublée.
Deux ans de conflit durant, l'archevêque et le roi campent sur leurs positions, le premier refusant de renoncer à la primauté du vicaire de Rome, le second de convoquer un deuxième concile qui concilierait allégeance à l'un et à l'autre. Manquant de l'appui financier de l'archevêché au cours d'une troisième campagne dans les Marches galloises, Guillaume II se décide, en 1097, à saisir les revenus ecclésiastiques, ne laissant d'autre choix à Anselme que de s'exiler. L'archevêque se réfugie à Lyon auprès de son collègue en primatie, Hugues de Die. Les bénéfices du diocèse sont confisqués.

### Archevêque entre deux exils (1097-1109)

#### Premier exil (1098-1099)
En octobre 1097, Anselme parvient à Rome. Avec son secrétaire Eadmer, il a le loisir de jeter sur le velin les conséquences de son approche logique de la Sainte Trinité appliquées à la grâce de la Rédemption : Cur Deus homo - « Pourquoi Dieu [s'est-il fait] homme ? ».
En mai 1098, il assiste au siège de Capoue, au cours duquel il rencontre de nombreux musulmans enrôlés dans les troupes de Roger de Hauteville intrigués par sa notoriété. Cinq mois plus tard, il est mandé par le pape Urbain II au concile de Bari au cours duquel il fixe les arguments du filioque face à l'Église Grecque qui seront la matière de son traité Contra Graecos. En avril 1099, il participe au concile de Rome qui promulgue les décrets contre la simonie et précise des points de la réforme grégorienne concernant le concubinage des clercs et l’investiture des laïcs. À la fin de l'année 1099, après la mort du pape Urbain II, il retourne à Lyon auprès de Hugues de Die, déchu par le nouveau pape Pascal II de sa fonction de primat des Gaules à laquelle l'avait élevé le pape Grégoire VII.

#### La querelle de succession (1100-1101)
Six mois plus tard, le 2 août 1100, le roi d'Angleterre Guillaume le Roux, âgé d'une quarantaine d'années, meurt au cours d'une partie de chasse en présence de son frère benjamin Henri Beauclerc et probablement de Gérard qu'Anselme avait fait évêque de Hereford. Henri Beauclerc se fait couronner roi d'Angleterre, signe la Charte des libertés et invite le primat d'Angleterre à mettre un terme à son exil. Anselme accepte de revenir à Londres et de rendre hommage à Henri Beauclerc pour l'honneur de Cantorbéry de façon à le légitimer face à son aîné Robert Courteheuse.
Un des premiers actes d'Anselme est d'appuyer la confiscation de l'évêché de Durham à son titulaire Ranulf Flambard qui soutient les prétentions de Robert Courteheuse. Dès le 6 juin 1096, il élève Gérard à l'autre primatie (en) du Royaume d'Angleterre, l'archevêché d'York. Il affirme ainsi sa suprématie et rétablit les termes de l'accord de Winchester. Il va même jusqu'à excommunier le frère aîné du roi, Robert Courteheuse, quand celui-ci, rentré de croisade, débarque avec une armée à Portsmouth, au début de l'été 1101, et tente de reprendre la couronne qui lui revenait en vertu de la convention de succession signée au lendemain de la mort de leur père Guillaume le Conquérant.
Anselme ne ménage pas les efforts diplomatiques auprès des barons pour faire respecter le traité d'Alton qui clôt l'affaire. Il peut enfin se proclamer « archevêque de Cantorbéry, primat de Grande-Bretagne et d'Irlande et vicaire du haut pontife Pascal II », ce qui signifie qu'il a étendu l'autorité de l'Église d'Angleterre sur le Pays de Galles.

#### La querelle des Primats (1102)
Le 29 septembre 1102, à la Saint-Michel, l'archevêque de Cantorbéry préside le concile de Westminster (en) au terme duquel est promulguée la réforme grégorienne pour l'Église d'Angleterre, la fermeture des ordres monastiques aux laïcs, l'interdiction du mariage aux prêtres, la prohibition du concubinage, des règles vestimentaires et la discipline morale, c'est-à-dire essentiellement la sobriété. Gérard, archevêque d'York, s'y présente, mais, peu reconnaissant, refuse d'y siéger au prétexte que la cathèdre qui a été prévue pour lui est de moindre taille que celle d'Anselme. Joignant le geste à la parole, il renverse le siège du pied.
La querelle des Primats (en) reprend dans laquelle le roi d'Angleterre, désormais assuré de son trône, aspire à exercer les mêmes prérogatives que son prédécesseur de nommer les évêques et abbés et soutient Gérard, archevêque d'York. Celui-ci rétablit Ranulf Flambard sur le siège de l'évêché de Durham dont Anselme l'avait destitué six ans plus tôt. Quand Anselme refuse cette même année d'investir trois évêques parce que deux d'entre eux ont été nommés par le roi, Gérard, archevêque d'York, s'empresse de leur proposer de les consacrer, ce que finalement un seul accepte.

#### Second exil (1103-1105)
Anselme tire les conséquences de ses échecs et opte de nouveau pour la tactique de l'exil. Il quitte Cantorbéry en avril 1103 avec le légat Guillaume Warelwast pour Rome d'où les négociations se poursuivent par un échange surabondant de courriers.
Dans les faits, la réforme grégorienne ne s'impose pleinement que dans le diocèse de Cantorbéry où Anselme a institué un chapitre composé uniquement de chanoines réguliers. À l'évêché de Durham, par exemple, mais aussi dans la plupart des diocèses, le chapitre est tenu par des chanoines qui interprètent le célibat non comme un vœu de chasteté, mais comme une renonciation du mariage. Ils considèrent leurs charges comme des prébendes qui les dédommagent du temps qu'ils consacrent à l'Église, au détriment des affaires publiques et privées auxquelles ils vaquent par ailleurs. Depuis son exil romain, comme le suffragant Galon et l'ecolâtre Guillaume de Champeaux à Paris, Anselme fustige ces pratiques comme de la simonie.
Depuis Lyon où il est retourné, Anselme obtient du pape Pascal II dans un premier temps l'excommunication des évêques investis par le roi d'Angleterre et dans un second temps, le 26 mars 1105, celle du conseiller du roi Robert de Meulan. La tactique de l'excommunication graduée porte ses fruits. Sous la menace de l'être à son tour, Henri d'Angleterre, conseillé par Robert de Meulan, consent, en avril 1105, à rencontrer Anselme.
Un accord est trouvé, le 22 juillet 1105, lors de l'entrevue de Laigle en Normandie, entre Anselme, archevêque de Cantorbéry, et Henri, roi d'Angleterre. Celui-ci renonce aux investitures, mais conserve la suzeraineté sur les seigneuries ecclésiastiques, signifiée par le maintien des regalia normandes pour les ecclésiastiques, et de l'hommage rendu par les évêques et abbés au pouvoir temporel lors de la cérémonie de commendation (en). Le 23 mars 1106, le pape Pascal II agrée le concordat de Laigle par courrier alors qu'Henri d'Angleterre est retourné à Londres. Le compromis est précisé lors d'une seconde entrevue à l'Abbaye du Bec où se rend le roi d'Angleterre, le 15 août 1106.

#### Apaisement sans solution (1106-1109)
Anselme retrouve pour la deuxième fois la chaire de saint Augustin en septembre 1106. Gérard, archevêque d'York, consent à reconnaître son allégeance envers Anselme au concile de Westminster (en) de 1107 qui entérine les compromis de Laigle et du Bec, mais uniquement pour son évêché de Hereford et refuse de l'acter par écrit.
Au terme de son mandat, Anselme n'a pas réussi à imposer le rapprochement du Royaume d'Angleterre avec la papauté voulu par la réforme grégorienne. Ce rapprochement ne se fait pas non plus entre l'Empire et la papauté installés dans une durable lutte entre guelfes et gibelins née avec l'excommunication de l'empereur Henri IV, soutenu par l'antipape Clément III, puis avec celle de son fils l'empereur Henri V en 1111. Amorcé par la levée de l'excommunication du roi Philippe Ier de France en 1104, consolidé par Suger, exacerbé par l'assassinat de Thomas Beckett, le rapprochement se fait avec la France, « fille aînée de l'Église », et se confirmera lors de la lutte entre Capétiens et Plantagenêts puis par le transfert de la papauté en Avignon.
Sur son lit de mort, Anselme en est encore à anathémiser l'archevêque d'York, Thomas II, qui refuse, malgré l'entremise de Robert de Meulan, de reconnaître la suprématie de Cantorbéry. Il meurt à Cantorbéry, le 21 avril 1109, à l'aube du mercredi saint, sceptique quant à la relève des disciples qui l'entourent, et est inhumé dans la cathédrale de Cantorbéry. Sa canonisation est proposée en 1163, au concile de Tours, par Thomas Beckett recevant le pallium du pape Alexandre III.

## Théologie et philosophie
« Je ne cherche pas à comprendre afin de croire, mais je crois afin de comprendre. Car je crois ceci — à moins que je ne croie, je ne comprendrai pas. »

— Proslogion. Pour Anselme, la foi ne s'oppose pas à la raison, mais la fonde.

### «Preuve ontologique» de l'existence de Dieu

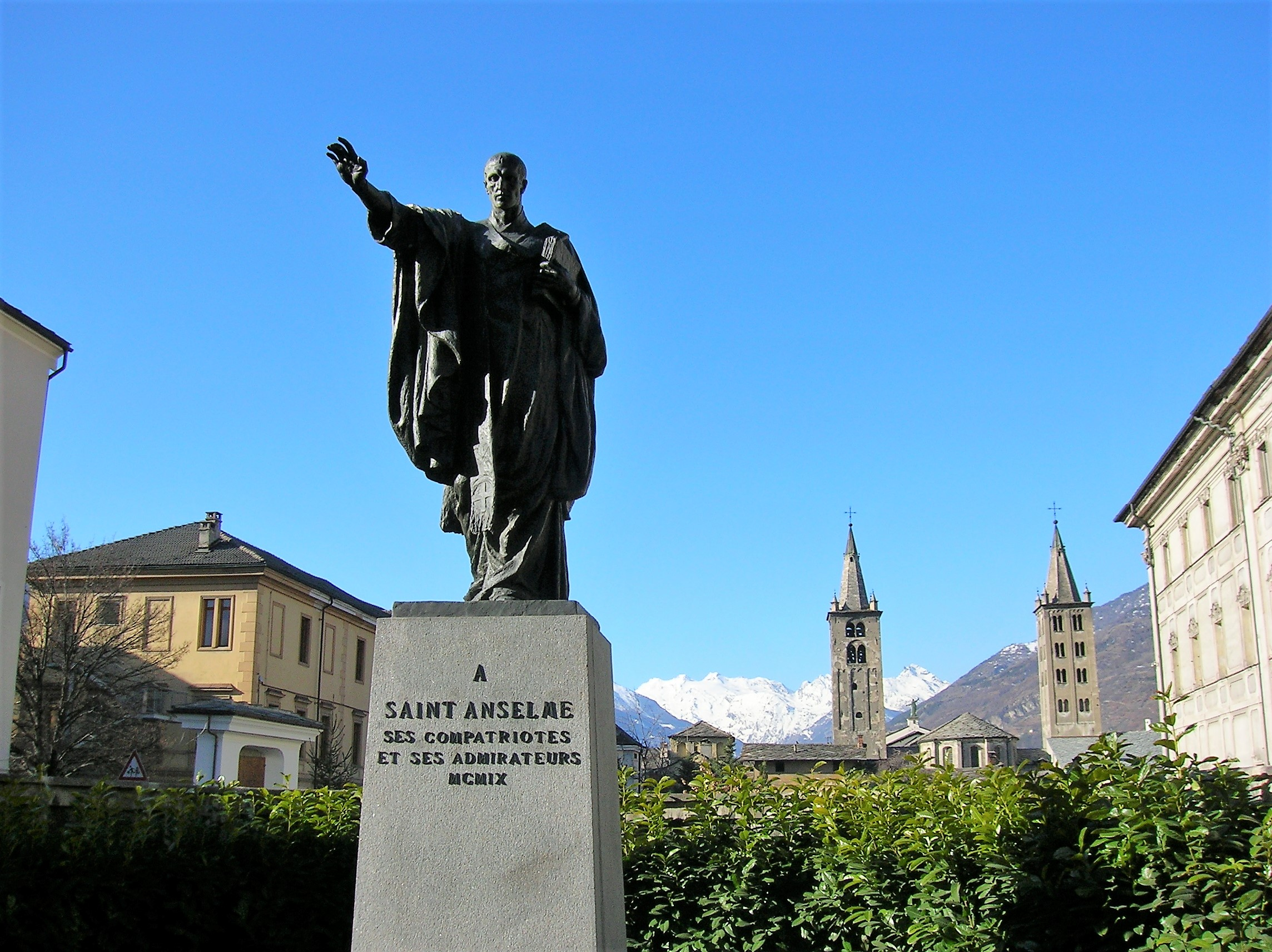
Statue de Saint Anselme à Aoste, rue Xavier de Maistre. À l'arrière-plan, les clochers de la cathédrale d'Aoste et le glacier du Ruitor, à droite on entrevoit le grand séminaire.

Le terme d'« argument ontologique » ou de « preuve ontologique » ne se réfère habituellement pas à la démonstration d'Anselme, mais à celle de René Descartes. Anselme constitue néanmoins une des premières préfigurations de cette pensée qui sera critiquée par Emmanuel Kant.
De nombreux débats actuels sont menés pour savoir si le scolastique a bien voulu concevoir une preuve de l'existence de Dieu et si cette dernière peut ou ne peut pas être comprise de la même façon que celle de Descartes.

« Nous croyons que tu es quelque chose de tel que rien de plus grand ne puisse être pensé. Est-ce qu'une telle nature n'existe pas parce que l'insensé a dit en son cœur : Dieu n'existe pas ? Mais du moins cet insensé, en entendant ce que je dis : quelque chose de tel que rien de plus grand ne puisse être pensé, comprend ce qu'il entend ; et ce qu'il comprend est dans son intelligence, même s'il ne comprend pas que cette chose existe. Autre chose est d'être dans l'intelligence, autre chose exister. [...] Et, certes, l'Être qui est tel que rien de plus grand ne puisse être pensé ne peut être dans la seule intelligence ; même, en effet, s'il est dans la seule intelligence, on peut imaginer un être comme lui qui existe aussi dans la réalité et qui est donc plus grand que lui. Si, donc, il était dans la seule intelligence, l'être qui est tel que rien de plus grand ne puisse être pensé serait tel que quelque chose de plus grand pût être pensé. »

— Anselme de Cantorbéry, Proslogion.
Cet argument considère que l'existence est une grandeur : dire « Dieu », c'est reconnaître dans son intelligence le concept de « tel que rien de plus grand ne puisse être pensé ». Si un tel être n'existe que dans l'esprit de celui qui le pense, alors on peut toujours concevoir un être similaire qui aurait de surcroît la propriété d'exister. Un tel être serait donc « plus grand » que celui qui n'existe pas et est seulement imaginé. Dire que Dieu n'existe pas met donc la pensée en contradiction avec elle-même : s'il n'existe pas, ce qui est « tel que rien de plus grand ne puisse être pensé » est tel que quelque chose de plus grand peut être pensé. Si on suit la démarche anselmienne, il est donc irrationnel (d'où la mention de « l'insensé ») de nier l'existence de Dieu puisque ce serait soutenir une contradiction logique.
L'objectif de la preuve rationnelle de l'existence de Dieu était pour Anselme de réfuter le moine Gaunilon qui considérait l'existence de Dieu indémontrable plutôt que de convaincre les incroyants, l'athéisme étant à cette époque en Occident presque inexistant publiquement et purement hypothétique. La preuve d'Anselme se place dans le contexte du débat médiéval des rapports entre foi et raison auquel participeront Thomas d'Aquin et Bonaventure de Bagnoregio. Il s'agit de savoir si l'existence de Dieu est démontrable par la lumière naturelle des philosophes, par exemple des païens comme Aristote, ou si elle ne peut qu'être révélée par les Écritures.[citation nécessaire]

### Christologie
Dans son ouvrage Pourquoi Dieu s'est fait homme?, Anselme essaie d'expliquer rationnellement le fait que Dieu s'est fait homme dans le Christ. Pour lui, les Écritures ne sont pas suffisantes pour expliquer les mystères du Christ aux incroyants car ceux-ci les considèrent comme des fictions.
Il doit donc utiliser un langage conceptuel plus accessible et solide pour ses contemporains pour prouver la nécessité du Christ pour le Salut des hommes :

« N’avons-nous pas une preuve suffisante que l’homme peut être sauvé par le Christ (…) et que nous avons mis en lumière que, dans l’hypothèse où le Christ n’existerait pas, il est absolument impossible de trouver un moyen de sauver l’homme ? »

C'est dans cette optique qu'il développe sa théorie de la satisfaction en utilisant le vocabulaire de l'ordre et de la justice. Mais il se satisfait d'une théologie reposant sur la justice sans la miséricorde. C'est ultimement la miséricorde de Dieu qui est exprimée dans le Christ

#### Une théologie de la satisfaction

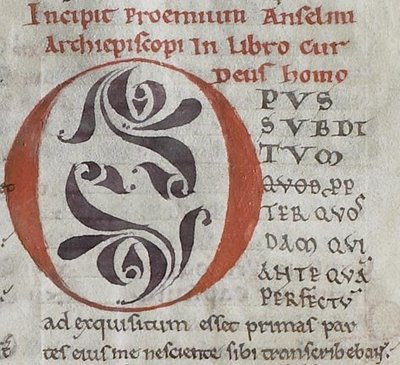
Cur Deus homo. L'incipit de la préface de saint Anselme (XIIe siècle).

La satisfaction est une doctrine sotériologique en théologie chrétienne liée à la signification et à l'effet de la mort de Jésus-Christ. Elle est traditionnellement enseignée dans les cercles catholiques, luthériens et réformés. Théologiquement et historiquement, le terme « satisfaction » ne signifie pas « gratification » comme dans le langage courant, mais est plutôt à comprendre dans le contexte de la pénitence, où la satisfaction consiste en de bonnes actions qui permettent de réparer l'offense faite à Dieu par le péché.

### Morale
Pour Anselme, comme pour Augustin, le but de la vie morale est d'atteindre le bonheur promis par Dieu, à savoir la jouissance de Dieu : "On ne doit pas douter que la nature raisonnable ait été créée juste par Dieu pour que, en jouissant de lui, elle fût heureuse. (...) Il est certain que la nature raisonnable a été créée à cette fin qu’elle puisse aimer et choisir par-dessus tout le souverain bien, non pas pour autre chose, mais pour lui-même."

## Spiritualité

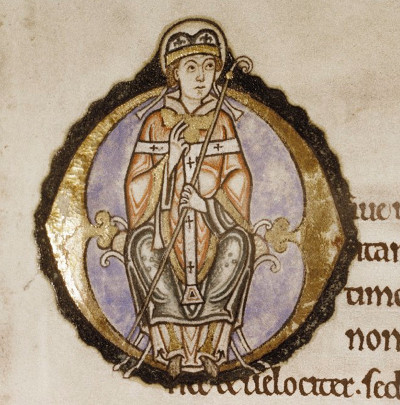
Enluminure d'un archevêque vraisemblablement Anselme tirée de la copie des Prières et méditations d'Anselme trouvée dans la SP. Auct. D. 2. 6, texte enluminé du XIIe siècle, au couvent des bénédictins à Littlemore et conservé depuis 1862 à la Bibliothèque Bodléienne d'Oxford.

Anselme, moine, abbé et archevêque, fut un chercheur de Dieu hors du commun, ce qui lui valut le surnom de « docteur magnifique ». La prière de saint Anselme qui fait partie du florilège des prières chrétiennes en donne un témoignage : « Dieu, je t'en prie, fais que je te connaisse, que je t'aime, et que je trouve mon bonheur en toi ».
Aimer plutôt qu'être aimé

« Anselme, archevêque, à son frère qui l'aime, Gautier, le salut et la bénédiction de Dieu avec la sienne, pour autant qu'elle vaut.

Je rends grâces au Seigneur qui m'accorde d'être ainsi aimé de vous ; mais, en remplissant votre cœur de charité pour autrui, il vous a fait à vous-même un don bien plus grand encore, car Dieu nous sait beaucoup plus de gré pour l'amour que nous portons au prochain que pour celui dont nous sommes l'objet.

Voilà pourquoi nous devons toujours nous efforcer d'aimer plutôt que d'être aimé, nous en réjouir davantage, estimer, enfin, qu'aimer est pour nous un plus grand gain qu'être aimé.

De même, avoir perdu la charité qui nous animait à l'égard de nos frères doit nous causer une douleur beaucoup plus profonde que le fait d'être privés de l'affection d'autrui : il nous faut penser que le dommage est plus considérable, car c'est à celui qui aime, non à celui qui est aimé, qu'est due la récompense.

Je prie Dieu, pour l'amour de qui vous m'aimez, de vous aimer lui-même ; que ce soit lui qui vous donne les instructions que vous sollicitez de moi pour vivre saintement ; qu'il vous absolve de tout péché et vous conduise à la vie éternelle. »

— Anselme de Cantorbéry. Lettre 136 (III, 146), trad. Moniales Sainte-Croix de Poitiers, Lettres spirituelles choisies, Paris / Maredsous, DDB / Lethielleux, 1926, p. 284-285.

## Célébration

### Reconnaissance par l'Église catholique
Canonisé en 1494, proclamé docteur de l'Église en 1720, sa fête est fixée au 21 avril d’après le Martyrologe romain.

## Publications
Éditions modernes compilées
- Œuvres philosophiques, trad. Pierre Rousseau, Paris, Aubier, 1947
- L'Œuvre d'Anselme de Cantorbéry, édition bilingue critique de Michel Corbin, Paris, 6 volumes, Cerf, 1986 ss.

Quatre dialogues entre le maître et son disciple Boson
- Anselme de Cantorbéry. Le Grammairien, De la vérité, La liberté de choix, La chute du diable. Introduction, traduction et notes, trad. M. Corbin & al., Paris, Cerf, 1986
- De grammatico (Du grammairien), un dialogue d'une grande rigueur logique, 1060-1063
- De veritate (De la vérité), vers 1080
- De libertate arbitrii (Du libre arbitre), vers 1085
- De casu diaboli (De la chute du diable)

Trois traités sur l'existence de Dieu
- Monologion de Divinitate (Soliloque sur la Divinité), 1075-1076, trad. Michel Corbin (avec le Proslogion) "Méditation sur la raison de la foi", avec trois preuves de l'existence de Dieu, Paris, Cerf, 1986
- Proslogion seu Alloquium de Dei existentia (Supplément ou Allocution sur l'existence de Dieu), 1077-1078, trad. Michel Corbin (avec le Monologion) Proslogion L'argument ontologique comme preuve de l'existence de Dieu, Paris, Cerf, 1986
- Liber apologeticus ad insipientem (Livre apologétique à l'adresse de l'insensé), trad. B. Pautrat, Proslogion, suivi de sa réfutation par Gaunilon et de la réponse d'Anselme, Paris, Garnier-Flammarion, 1993 (Contre un détracteur, le moine Gaunilon, auteur de Liber pro insipiente (Livre pour l'insensé), qui attaquait son argument ontologique en faveur de l'existence de Dieu)

Autres traités sur des points du dogme catholique
- Cur Deus homo (« Pourquoi un Dieu-homme ? »), 1098, sur la rédemption, trad. R. Roques, Pourquoi Dieu s'est fait homme, Défense des droits de la raison, 1963.

trad. Michel Corbin et Alain Galonniert, Paris, Cerf, 1988 (avec la Lettre sur l'Incarnation du Verbe de 1094 contre Roscelin jugé hérétique)
- De fide Trinitatis et de incarnatione Verbi, P. l., t. CLVIII, p. 259-284
- De processione Spiritus Sancti contra Græcos, 1101, P. l., t. CLVIII, p. 280-326
- De conceptu virginalis et de originali peccato, 1099 ?, P. l., t. CLVIII, p. 431, 464
- De concordia præscientiæ et prædestinationis necnon gratiæ Dei cum libero arbitrio, ~1109, P. l., t. CLVIII, p. 507-542

Correspondance (400 lettres)
- P. l., t. CLVIII, p. 1059-1208
- P. l., t. CLIX, p. 9-272

dont des extraits sont présentés comme de courts traités :
- Offendiculum sacerdotum, P. l., t. CLVIII, p. 555-556
- De nuptiis consanguineorum, P. l., t. CLVIII, p. 557-560
- Judicium de stabilitate monachi, P. l., t. CLIX, p. 333-335

Textes anonymes probablement rédigés par Anselme
- De beatitudine cælestis patriæ, P. l., t. CLIX, p. 587-606 (conférence donnée à Cluny, en 1100, dont le style laisse penser que la rédaction a été laissée à un disciple et revue par Anselme)
- De pace et concordia, P. l., t. CLVIII, p. 1015-1021 (peut être une autre conférence d'Anselme)
- De voluntate, P. l., t. CLVIII, p. 487-489 (peut être une compilation faite par un disciple)
- Admonitio morienti, P. l., t. CLVIII, p. 685-688
- De pace et concordia, P. l., t. CLVIII, p. 1015-1021
- Neuvième homélie, P. l., t. CLVIII, p. 644-649
- Méditations, in P. l., t. CLVIII, p. 709-820 (seule la onzième est sûrement d'Anselme, la neuvième n'est sûrement pas de lui)
- Oraisons 49, 50, 51, 69, 74 et un nombre indéterminé d'autres, in P. l., t. CLVIII, p. 855-1016

La critique reste dans l'impasse quant à l'attribution d'un certain nombre de textes, entre autres
- De voluntate Dei, P. l., t. CLVIII, p. 581-585
- Tractatus asceticus, P. l., t. CLVIII, p. 1021-1035
- l’Exhortatio ad contemptum temporalium et desiderium æternorum, P. l., t. CLVIII, p. 677-686
- Sermo de Passione Domini, P. l., t. CLVIII, p. 673, 676
- De similitudinibus, P. l., t. CLIX, p. 605-708 (plus probablement un recueil fait par Eadmer des paroles du maître)

Manuscrits perdus
- Flores psalmorum